# Лавровская (Вельский район)
Лавровская — деревня в Вельском районе Архангельской области. Входит в состав  муниципального образования «Низовское».

## География
Деревня расположена в 30 километрах на юг от города Вельск на левом берегу реки Вага. Ближайшие населённые пункты: на западе деревня Филинская, на севере бывшая деревня Арефино, в 2010 году упразднённая и вошедшая в состав деревни Теребино.
Часовой пояс
Лавровская, как и вся Архангельская область, находится в часовой зоне МСК (московское время). Смещение применяемого времени относительно UTC составляет +3:00.

## Население
| 2002 | 2010 | 2012 | 2014 |
| ---- | ---- | ---- | ---- |
| 16   | ↘13  | ↗19  | ↗28  |

## История
Указана в «Списке населённых мест по сведениям 1859 года» в составе Вельского уезда Вологодской губернии под номером «1828» как «Лавровское». Насчитывала 14 дворов, 50 жителей мужского пола и 68 женского.
В материалах оценочно-статистического исследования земель Вельского уезда упомянуто, что в 1900 году в административном отношении деревня входила в состав Низовского Нижнего сельского общества Верховской волости. На момент переписи в селении Клоповское находилось 22 хозяйства, в которых проживало 73 жителя мужского пола и 62 женского.